# Münchhausen-Stellvertretersyndrom
Das Münchhausen-Stellvertretersyndrom (englisch MSBP Munchausen syndrome by proxy, Munchausen by proxy syndrome  oder FDIA factitious disorder by proxy), benannt nach Hieronymus Carl Friedrich von Münchhausen (dem sogenannten Lügenbaron), bezeichnet das Erfinden, Übersteigern oder tatsächliche Verursachen von Krankheiten oder deren Symptomen bei Dritten, mehrheitlich Kindern, meist um anschließend eine medizinische Behandlung zu verlangen. Die Tatsache, dass sich Betroffene anscheinend aufopfernd um das Opfer kümmern, erschwert es medizinischem Fachpersonal, die Störung zu erkennen.
Dabei kann diese subtile Form der Kindesmisshandlung bis zum Tod des Opfers führen und mehrere Kinder betreffen, die im gleichen Haushalt aufwachsen.
Handelt es sich bei dem Opfer um einen Erwachsenen, so spricht man auch vom Münchhausen by Adult Proxy Syndrom. Dabei handelt es sich oft um Pflegende oder Betreuer, deren Opfer häufig pflegebedürftig, oder von körperlichen oder kognitiven Einschränkungen betroffen sind. Da ein Teil der Opfer kognitiv eingeschränkt ist, ist ihre Möglichkeit selbst eine Aussage zu treffen begrenzt, was dazu führt, dass viele Fälle unerkannt bleiben.
Beide Formen der Störung werden zu den artifiziellen Störungen gezählt und treten oft gemeinsam mit Persönlichkeitsstörungen auf.

## Epidemiologie

### Prävalenz
Das Münchhause-by-proxy-Syndrom wird mit 0,5 bis 2,8 Fällen pro 100.000 vergleichsweise selten diagnostiziert. Andere Quellen gehen von mindestens 2,8 Fällen pro 100.000 aus. Jedoch handelt es sich bei der psychischen Störungen als solche um das „wahrscheinlich [am] häufigsten nicht erkannte psychische Leiden“.
Gemäß der Kriterien des DSM-5 wurden von 100.000 Kindern 2 bis 8 Fälle festgestellt, die im ersten Lebensjahr als Opfer von Fremdgefährdung, die auf die Erkrankung zurückzuführen waren. In der Altersgruppe der Kinder unter 16 sank die Quote auf 0,5 von 100.000. Es wird jedoch davon ausgegangen, dass die tatsächliche Inzidenz deutlich höher liegen könnte. Andere Quellen gehen von mindestens 2,8 Fällen pro 100.000 aus.
Von dem Münchhausen-Stellvertreter-Syndrom sind mehr Frauen als Männer betroffen. Zahlreiche Studien legen zudem nahe, dass es sich dabei überproportional oft um Mütter handelt, die ihre Störung an ihren Kindern ausagieren.
Seit den 1990er Jahren wurden darüber hinaus Fälle bekannt, in denen Personen, die im Gesundheitssystem arbeiten, mit dem Münchhause-by-proxy-Syndrom in Verbindung gebracht wurden, die mitunter für eine Reihe von Todesfällen verantwortlich waren (siehe hierzu: Beverley Allitt).

### Mortalität
Im Vergleich zu anderen, psychischen Erkrankungen, ist der Anteil der für das Opfer tödlichen oder dauerhaft einschränkenden Krankheitsverläufe vergleichsweise hoch.
Die Mortalitätsrate der Opfer variiert je nach Studie zwischen mindestens 6 Prozent und reicht bis 8 oder 9 Prozent.

## Diagnose
Eine Diagnose ist nur möglich, wenn bei den Opfern die entsprechenden Symptome bemerkt werden. Hierzu zählen auffällig viele Arztbesuche, bei unterschiedlichen Ärzten, sowie eine Krankenakte in der zahlreiche Untersuchungen, Operationen und sonstige Interventionen aufgeführt werden. Auch Rückstände von Chemikalen in Urin oder Stuhl, können ein Anzeichen sein.
Die folgend drei Aspekte sollten vor Diagnosestellung abgeklärt werden:
- Glaubwürdigkeit und Plausibiltät der Anamnese, sowie der beschriebenen/tatsächlichen Symptome und Zeichen glaubwürdig?
- Erwartungshaltung hinsichtlich unnötiger oder potenziell gefährlicher Interventionen durch medizinisches Personal
- Fehlen einer ärztliche Anordnung/Überweisung

Der Nachweis, dass es sich tatsächlich um Münchausen by-proxy handelt, kann oft nur durch engmaschige Überwachung, mittels Elektroenzephalografie oder Videoüberwachung erbracht werden.

## Ursachen
Eine allgemein anerkannte Erklärung für diese Verhaltensweise gibt es in der medizinischen Fachliteratur bisher nicht. Meadow vermutete als Motiv die durch eine herbeigeführte Erkrankung des Kindes erzielte Aufmerksamkeit für sowie Zuwendung zur Täterin seitens der Angehörigen und des medizinischen Personals. Oftmals übten die Täterinnen in ihrer Lebensgeschichte vorher bereits selbstverletzendes Verhalten aus. Auf Grund dessen ist es denkbar, dass die Täterinnen dazu übergehen, Kinder zu misshandeln, um sich nicht weiterhin selbst verletzen zu müssen. Die Übergänge zwischen Münchhausen-Syndrom und Münchhausen-Stellvertretersyndrom können auch fließend sein und beide Formen nebeneinander vorliegen oder lebensgeschichtlich ineinander übergehen. In manchen Fällen konnte sogar eine intergenerationelle Weitergabe des Münchhausen-by-proxy-Syndroms belegt werden. Charakteristisch scheint dabei eine sehr enge, „symbiotische“ Beziehung zu dem Kind zu sein.

## Psychopathologie
Bereits 1987 definierte Rosenberg (1987) folgende Merkmale als Voraussetzung für eine Diagnose:
- Erkrankungen eines Kindes werden durch eine nahe Bezugsperson, beispielsweise die Mutter, fälschlich angegeben, vorgetäuscht oder absichtlich herbeigeführt bzw. aufrechterhalten.
- Das Kind wird, häufig wiederholt, zu medizinischen Untersuchungen und Behandlungen vorgestellt.
- Die wahren Ursachen für das angegebene oder vom Kind gezeigte Beschwerdebild werden bei medizinischen Vorstellungen nicht angegeben.
- Eventuell vorhandene akute Symptome oder Beschwerden beim Kind bilden sich zurück, wenn es zur Trennung von der verursachenden Person kommt.[24][25]

Bei den als behandlungsbedürftig vorgestellten Kindern, lassen sich die beschriebenen Beschwerden häufig vom Arzt nicht oder nur schwer nachweisbare Symptome bzw. Erkrankungen zuordnen, wie z. B. epileptische Anfälle, Schizophrenie, Bulimie.
Wenn gezielt Maßnahmen ergriffen wurden, um medizinische Beschwerden hervorzurufen, so wurden oft Atembschwerden und/oder Vergiftungen, Fieber oder eine erhöhte Konzentration von Arzneimitteln oder Fremdstoffen festgestellt.

### Komorbidität
In rund 40 Prozent der Fälle tritt die Störung gemeinsam mit (mindestens) einer weiteren psychische Störung und/oder einer Verhaltensstörung auf.
Des Weiteren gibt es überdurchschnittlich oft Überschneidungen mit folgenden Diagnosen auf:
- Diverse Persönlichkeitsstörungen
  - Borderline-Persönlichkeitsstörung[29]
  - Dissoziale Persönlichkeitsstörung[30]
  - Narzisstische Persönlichkeitsstörung
- Essstörungen[31]
- Suchterkrankungen
- Posttraumatische Belastungsstörung[32]
- Depressionen

## Historisches
Die erste Beschreibung von Eltern, die durch falsche Angaben oder vorsätzlich hervorgerufene Symptome, dafür sorgten, dass ihre Kinder sich einer Reihe von Krankenhausbehandlungen unterziehen mussten, erfolgte durch den Kinderarzt Roy Meadow. Im Jahr 1977 veröffentlichte der an der Universität Leeds tätige Mediziner einen entsprechenden Bericht im Fachblatt The Lancet.
Am Royal College of Paediatrics and Child Health (damals noch British Paediatric Association) erfolgte zwischen 1992 und 94 eine groß angelegte Auswertung von 128 Fällen. Die betroffenenKinder waren alle jünger als 5 Jahre, ihr Durchschnittsalter lag bei 20 Monaten und in 85 % der Fälle konnte die Mutter als Verantwortliche identifiziert werden. Dabei wurde auch festgestellt, dass es in 42 Prozent der Familien mit mehreren Kindern, ein Geschwisterkind gab, welches bereits vorher betroffen war. Um Vergiftungserscheinungen herbeizuführen, wurden dabei am häufigsten Antikonvulsiva verwendet. Eine 2009 erschienene Studie bezifferte den Anteil der Mütter mit 76,5 % Prozent und gab den der Väter mit 6,7 an.
Mitte der 1990er Jahre wurden Fälle, bei denen die Opfer Erwachsene waren, erstmals systematisch erfasst und mit dem bei Kindern bekannten Muster abgeglichen. Während die Datenlage bei Fällen, in denen Kinder betroffen sind, deutlich besser ist, befasste sich (bis 2017) lediglich ein Prozent der Studien mit erwachsenen Opfern.
Die am Münchhausen-Stellvertreter-Syndrom Erkrankten wurden unter anderem 2016 näher betrachtet, als 455 Fälle von Kindern, die zu Opfern wurden, aus insgesamt 372 medizinischen Studien ausgewertet wurden. Es stellte sich heraus, dass über 62 Prozent der Betroffenen weiblich waren, das Durchschnittsalter lag bei 34 Jahren und vom Berufsfeld her handelte es sich überdurchschnittlich oft um Personen, die im Gesundheitswesen oder Labor tätig waren. Was die Vorgehensweise anging, verursachten mehr als 58 Prozent der untersuchten Fälle Erkrankungen oder deren Symptome, anstatt diese nur vorzutäuschen.
Noch 1994 wurde die als vorgetäuscht (by proxy) eingestufte Störung noch nicht ins DSM-IV aufgenommen, da dies dazu benutzt werden könnte, Personen, die Kinder misshandeln, zu entlasten.
Mittlerweile ist sie im psychiatrischen Klassifikationssystem ICD-10 und der aktuellen Version des DSM-5 vertreten, wo sie unter dem (in der Fachliteratur häufigeren) Begriff „Factitious Disorder Imposed on Another“ (301.51) spezifiziert wurde. Die Diagnosekriterien sind dabei nach wie vor nicht klar definiert und wurden für die ICD-11 erneut diskutiert.

## Rechtliches
In Deutschland, ist der Entzug des Sorgerechts angezeigt, wenn ein Elternteil durch Vortäuschen oder Erzeugen von Krankheiten beim Kind auffällt (OLG Celle, 3. Februar 2006, FamRZ 06, S. 1478).
Kaum strittig erscheint laut ASD-Handbuch Kindeswohlgefährdung, dass Kinder mit erfundenen, vorgetäuschten oder künstlich erzeugten Beschwerden nicht nur bei medizinischen Fachkräften, sondern auch wiederholt bei anderen mit Autorität ausgestatteten Stellen (z. B. Staatsanwaltschaft, Schule, Jugendamt, Gericht) vorgestellt werden. Auch Falschanschuldigungen in Familiengerichtsverfahren wie der unbegründete Vorwurf sexuellen Missbrauchs von Kindern werden dem Münchhausen-by-proxy-Syndrom zugerechnet. Das ASD-Handbuch Kindeswohlgefährdung empfiehlt in Fällen von Münchhausen-by-proxy-Syndrom eine zumindest vorübergehende Trennung des Kindes vom verursachenden Elternteil (häufig bessern sich dann schlagartig die Beschwerden des Kindes) sowie einen zumindest zeitweisen Eingriff in das elterliche Sorgerecht. Auch ein Sorgerechtswechsel kann indiziert sein.

## Kritik
Einige Experten vermuten eine hohe Zahl von Fehldiagnosen des Münchhausen-Stellvertreter-Syndroms. Noch Ende der 1990er Jahre wurde auch die Existenz des Krankheitsbildes als solches vereinzelt bezweifelt.
Eine der bekanntesten und für die Beschuldigte fatalsten Fehlbeurteilungen war dabei der Gerichtsfall Sally Clark, bei dem der Kinderarzt Roy Meadow mit nachweisbar falschen Wahrscheinlichkeitsaussagen wesentlich zur Verurteilung der Mutter wegen zweifachen Kindsmordes beitrug. Meadow musste sich 2004 einer Untersuchung durch die britischen Aufsichtsbehörden stellen, da ihm falsche Schlussfolgerungen in gerichtlichen Gutachten vorgeworfen wurden. Die Untersuchung bezog sich auf Gerichtsgutachten, die die Wahrscheinlichkeit von zwei Fällen von plötzlichem Kindstod in einer Familie beinhalteten. In England wurden daher 258 Fälle von Kindstötung (nicht speziell MSBP) neu aufgerollt, in denen er als Gutachter tätig war.

### Sachbücher
- Sandra Fischer: Das Münchhausen-by-proxy-Syndrom. Familiendynamik, Warnsignale und Diagnostik. Grin, München 2017, ISBN 978-3-668-51915-2.
- Marina Filchner: Das Münchhausen-by-proxy-Syndrom. Schuldunfähigkeit oder erbarmungsloses Kalkül? Studylab, München 2017, ISBN 978-3-96095-099-8.